# Itteringham
Itteringham – wieś w Anglii, w hrabstwie Norfolk, w dystrykcie North Norfolk. Leży 24 km na północ od Norwich i 172 km na północny wschód od Londynu.
Miejscowość liczy 134 mieszkańców.